# Marche de Lusace
1032–1806
Entités précédentes :
- Marche de l'Est saxonne

Entités suivantes :
- Province de Brandebourg
( Royaume de Prusse)

Le margraviat de Lusace (en allemand : Markgrafschaft Lausitz) était une marche du Saint-Empire romain établie à la frontière orientale avec le royaume de Pologne. Les domaines des margraves correspondaient à la Basse-Lusace, la partie septentrionale de la région historique de Lusace.
Née de la marche de l'Est saxonne sous le règne de la maison de Wettin au XIe siècle, elle était ultérieurement sous la domination de plusieurs seigneurs féodaux, dont la maison d'Ascanie et les Wittelsbach dans le Brandebourg. En 1367, la Basse-Lusace est devenu un pays de la couronne de Bohême, d'abord sous le règne de la maison de Luxembourg puis une partie de la monarchie de Habsbourg. En vertu des dispositions de la paix de Prague signée en 1635, le margraviat passe aux princes-électeurs de Saxe. En 1815, lors du congrès de Vienne, les domaines furent rattachés à la Prusse.

## Géographie

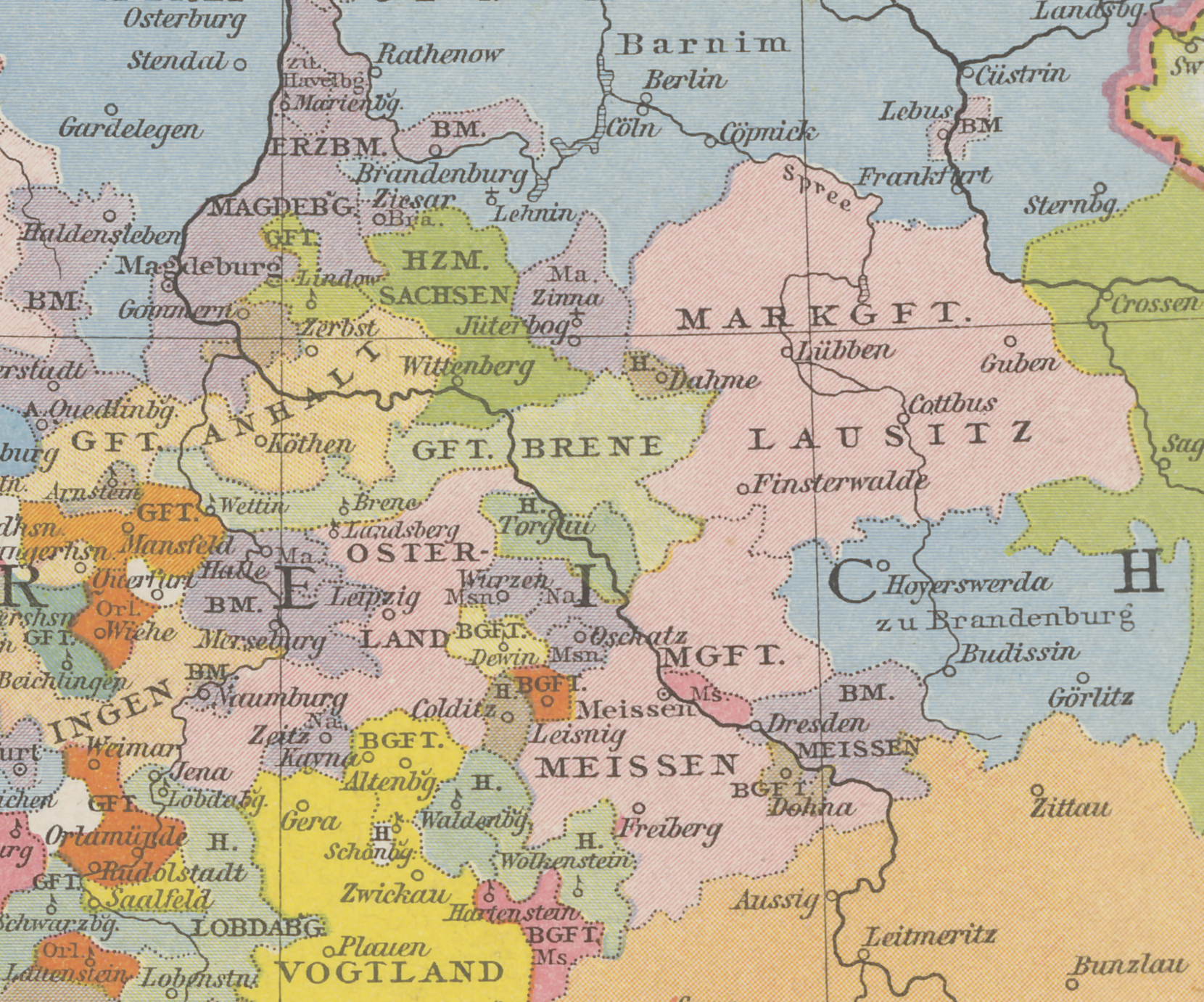
Le margraviat de Lusace (Markgft. Lausitz) vers 1250.

Au Xe siècle, le territoire de la marche de l'Est saxonne (Sächsische Ostmark) s'étendait du cours inférieur de la Saale et son embouchure dans l'Elbe à l'ouest jusqu'à la frontière polonaise sur les rives du Bóbr à l'est. Depuis l'apparition des États de Saxe-Wittemberg et d'Anhalt ainsi que du margraviat de Landsberg à l'ouest, les limites occidentales butent avec la vallée de la Dahme. Au nord, le territoire est bordé par la marche de Brandebourg, formée en 1157, au-delà de la rivière Sprée. Les domaines des Milceni au sud de l'Elster Noire autour de Bautzen (la future Haute-Lusace) ont au début fait partie de la marche de Misnie, avant de passer sous la domination des souverains de Bohême au XIe siècle.
Les villes principales de la marche sont Cottbus, Sorau (Żary) et Lübben ; les zones intérieures dans la forêt de la Sprée ne sont pratiquement pas colonisées du tout. La langue des Slaves occidentaux (« Wendes ») établis dans la marche, le bas sorabe, se perpétue de nos jours.

## Historique
En 928/929, le roi Henri Ier a commencé des campagnes à partir de la Francie orientale aux territoires slaves à l'est de l'Elbe et de la Saale. Au nombre des tribus slaves comptaient également les Lusici, mentionné par le Géographe bavarois au début du Xe siècle. Vers l'an 939, Henri a nommé le comte Gero, fils de son tuteur Thietmar, margrave de l'Est saxonne (marchio orientalis). Les chroniques de Widukind de Corvey parlent de ses croisades contre les Slaves. Selon l'historiographie traditionaliste, Gero régnait sur une vaste territoire, la marca Geronis, bien qu'un domaine seigneurial réel soit difficile à établir avec certitude.
Après le décès du margrave Gero en 965, les domaines auraient été divisés : l'acte de fondation de l'archidiocèse de Magdebourg, fait par l'empereur Othon le Grand en 968, indiquent l'existence de plusieurs margraves, dont Wigbert de Misnie et Gunther de Mersebourg. Plus tard, le margrave Odo (mort en 993), parent de Gero, est évoqué comme gouverneur de la marche de l'Est saxonne. Lorsque la marche du Nord adjacente est perdue à la suite d'une révolte slave en 983, les domaines au sud restaient sous le contrôle du Saint-Empire.
En 1002, la guerre germano-polonaise éclate lorsque le prince Boleslas Ier le Vaillant combat l'extension de la colonisation germanique sur les territoires slaves. Les conquêtes de Boleslas provoquaient l'effondrement de vastes régions : par le traité de Bautzen conclu en 1018, l'empereur Henri II a cédé la partie orientale de la marche saxonne à la Pologne, conjointement avec les pays des Milceni au sud. La domination polonaise n'avait cessé qu'en 1031/1032, en deux campagnes militaires menées par l’empereur Conrad II le Salique qui lui permettent de reprendre la Lusace de Mieszko II de Pologne. Vers l'an 1032, le comte Thierry fut nommé margrave, le premier de la dynastie des Wettin.
Pendant le règne de la dynastie franconienne au XIe siècle, la marche de Lusace était incorporée au Saint-Empire romain pour former une des quatre régions situées à l’est du duché de Saxe avec les margraviats de Misnie, de Mersebourg et de Zeitz. Ces régions n’étaient pas nécessairement gouvernées par des margraves différents mais étaient des entités administratives séparées. Sous le règne d’Henri IV, en 1076, les pays des Milceni (la future Haute-Lusace) ont été donnés au duc Vratislav II de Bohême. Les rois polonais seront régulièrement en guerre pour les Lusaces : au XIIe siècle notamment, a lieu le conflit entre les forces polonaises de Jaxa de Copnic et celles du margrave Albert Ier l'Ours.
Au XIIe siècle, sous le règne de la maison de Wettin, la colonisation germanique de la région se voit considérablement renforcée. Les noms de marche de l’Est saxonne (Ostmark) et de Lusace étaient de plus en plus interchangeables. On peut cependant remarquer qu’Henri de Groitzsch était devenu margrave de l’Ostmark en 1128, mais il n’a reçu la Lusace qu’en 1131. Les territoires à l'ouest furent incorporés par le prince Henri Ier d'Anhalt en 1212 et par le duc Albert II de Saxe-Wittemberg en 1260 ; en même temps, le margraviat de Landsberg et le comté de Brehna ont fait sécession.
En 1303, le margrave Thierry IV vend de son côté la Lusace aux margraves de Brandebourg de la maison d'Ascanie. Avec l'extinction de la lignée en 1320, le fief impérial a été confisqué par le roi Louis IV de Wittelsbach. En 1367, son fils Othon V, électeur de Brandebourg, vendit le territoire à Charles IV de Luxembourg, empereur et roi de Bohême. Le margraviat de la (Basse-)Lusace continue de faire partie des pays bohémiens jusqu'à la guerre de Trente Ans et la conclusion du traité de Prague en 1635, lorsqu'il échoit aux électeurs de Saxe.
Après la désintegration du Saint-Empire, le margraviat a été formellement supprimé par décision du congrès de Vienne en 1815 : au cours de la partition du royaume de Saxe, le territoire a dû être remis au royaume de Prusse et fut incorporé dans la province de Brandebourg.

## Liste des margraves

### Marche de l’Est saxonne

La marche de l'Est saxonne après l'an 965.

- 965-978 : Thietmar, neveu de Gero Ier, margrave de la marca Geronis, et gendre de Hermann Billung, duc en Saxe ;
- 978-993 : Odo Ier, son cousin ;
- 993-1015 : Gero II, fils de Thietmar, après le déclenchement de la guerre germano-polonaise en 1002 seulement dans la partie occidentale ;

| - 1015-1030 : Thietmar, son fils, à partir de 1015, seulement dans la partie occidentale ; - 1030-1032 : Odo II,son fils, jusqu'en 1031 seulement dans la partie occidentale ; | - 1018-1025 : Boleslaw Ier de Pologne, dans la partie orientale ; - 1025-1031 : Mieszko II Lambert, roi de Pologne, dans la partie orientale. |

### Margraviat de Lusace
Maison de Wettin
- 1032-1034 : Thierry Ier, fils du comte Dedo Ier, premier margrave de la maison de Wettin ;
- 1034-1046 : Ekkehard, fils du margrave Ekkehard Ier de Misnie ;
- 1046-1069 : Dedo Ier, fils de Thierry Ier, destitué par le roi Henri IV ;
- 1069 : Dedo II, son fils aîné, assassiné ;
- 1069-1075 :  Dedo Ier, rétabli ;
- 1076-1081 : Vratislav II, duc de Bohême
- 1081-1103 : Henri Ier dit l'Ancien, fils cadet de Dedo II, comte d'Eilenbourg, également margrave de Misnie à partir de 1089 ;
- 1103-1123 : Henri II dit le Jeune, son fils, comte d'Eilenbourg, également margrave de Misnie, sans descendance.

Non dynastique
| - 1123-1124 : Wiprecht de Groitzsch, gendre de Vratislav II, inféodé avec les margraviats de Lusace et de Misnie par l'empereur Henri V ; | - 1123-1131 : Albert l'Ours, inféodé avec le margraviat de Lusace par Lothaire de Supplinbourg, duc de Saxe ; |

- 1131-1135 : Henri de Groitzsch (Henri III), fils de Wiprecht.

Maison de Wettin rétablie
- 1136-1156 : Conrad Ier le Pieux, neveu de Dedo II de Wettin et cousin de Henri Ier , margrave de Misnie depuis 1123 ;
- 1156-1185 : Thierry II, son fils, porte le titre de « margrave de Landsberg » ;
- 1185-1190 : Dedo III dit le Gros, son frère cadet, comte de Groitzsch et seigneur de Rochlitz ;
- 1190-1210 : Conrad II, son fils, « margrave de Landsberg », comte de Groitzsch ;
- 1210-1221 : Thierry III dit l'Exilé, fils du margrave Othon Ier de Misnie et petit-fils de Conrad Ier, margrave de Misnie depuis 1198 ;
- 1221-1288 : Henri IV dit l'Illustre, son fils, également margrave de Misnie, ainsi que  landgrave de Thuringe et comte palatin de Saxe à partir de 1247 ;
- 1288-1291 : Frédéric Tuta, son petit-fils et fils du margrave Thierry de Landsberg ;
- 1291-1303 : Thierry IV, petit fils de Henri IV et fils du margrave Albert II de Misnie, vendit à son tour la marche de Lusace aux margraves de Brandebourg.

Maison d'Ascanie
- 1303-1308 : Othon Ier dit à la Flèche, margrave de Brandebourg depuis 1267 ;
- 1308-1319 : Valdemar, son neveu, margrave de Brandebourg, meurt sans enfants.

Maison de Wittelsbach
- 1319-1323 : Louis Ier issu de la maison de Wittelsbach, duc de Bavière et comte palatin du Rhin depuis 1294, élu roi des Romains en 1314 ;
- 1323-1351 : Louis II, son fils, également margrave de Brandebourg inféodé par son père, ainsi que comte de Tyrol dès 1342 et duc de Bavière à partir de 1347 ;
- 1351-1365 : Louis IV dit le Romain, son frère cadet, duc de Bavière depuis 1347, également margrave de Brandebourg, prince-électeur en 1356 ;
- 1365-1367 : Othon II dit le Paresseux, son frère cadet, également électeur de Brandebourg, mit en gage le margraviat de Lusace à l'empereur Charles IV qui l'a incorporé dans les pays de la couronne de Bohême.

### Sous la couronne de Bohême
Maison de Luxembourg
- 1367–1378 Charles Ier, roi de Bohême, empereur du Saint-Empire ;
- 1378–1419 Venceslas, roi de Bohême, roi des Romains jusqu'en 1400 ;
- 1420–1437 Sigismond, roi de Bohême, empereur du Saint-Empire.

Maison de Habsbourg
- 1437–1439 Albert, roi de Bohême, roi des Romains à partir de 1438 ;
- 1440–1457 Ladislas Ier, roi de Bohême.

Non dynastique
- 1457–1471 Georges, roi de Bohême ;
- 1469–1490 Matthias Corvin, antiroi.

Maison Jagellon
- 1471–1516 Vladislas II, roi de Bohême ;
- 1516–1526 Louis Ier, roi de Bohême, sans descendance.

Maison de Habsbourg rétablie
- 1526–1564 Ferdinand Ier, roi de Bohême, roi des Romains à partir de 1531, empereur du Saint-Empire à partir de 1556 ;
- 1564–1576 Maximilien, roi de Bohême, empereur du Saint-Empire ;
- 1576–1611 Rodolphe, roi de Bohême, empereur du Saint-Empire ;
- 1611–1619 Matthias, roi de Bohême, empereur du Saint-Empire ;

Maison de Wittelsbach
- 1619–1620/1621 Frédéric II, roi de Bohême ;

Maison de Habsbourg rétablie
- 1620/21–1635 Ferdinand II, roi de Bohême, empereur du Saint-Empire, accorda le fief à l'électeur de Saxe lors de la paix de Prague ;

### Sous l'électorat de Saxe
- 1635–1656 Jean-Georges Ier, électeur de Saxe ;
- 1656-1691 Christian Ier, duc de Saxe-Mersebourg ;
- 1691-1694 Christian II, duc de Saxe-Mersebourg ;
- 1694-1694 Christian III Maurice, duc de Saxe-Mersebourg ;
- 1694-1731 Maurice-Guillaume, duc de Saxe-Mersebourg ;
- 1731-1738 Henri, duc de Saxe-Mersebourg ;
- 1738–1763 Frédéric-Auguste II, électeur de Saxe ;
- 1763–1763 Frédéric-Christian, électeur de Saxe ;
- 1763–1806 Frédéric-Auguste III, électeur de Saxe.

## Sources
- (en) Cet article est partiellement ou en totalité issu de l’article de Wikipédia en anglais intitulé « March of Lusatia » (voir la liste des auteurs).
- Anthony Stokvis, Manuel d'histoire, de généalogie et de chronologie de tous les États du globe, depuis les temps les plus reculés jusqu'à nos jours, préf. H. F. Wijnman, Israël, 1966, Margraves de Thuringe, Misnie et Lusace: « Maison de Wettin » et tableau généalogique.